# Dimo Angelow Tontschew
Dimo Angelow Tontschew (bulgarisch Димо Ангелов Тончев; * 27. Dezember 1952 in Burgas) ist ein ehemaliger bulgarischer Radrennfahrer und nationaler Meister im Radsport.

## Sportliche Laufbahn
Angelow Tontschew war Teilnehmer der Olympischen Sommerspiele 1972 in München und 1976 in Montreal. 1972 bestritt er mit dem bulgarischen Vierer die Mannschaftsverfolgung und wurde mit seinem Team als 5. klassiert. Auch im 1000-Meter-Zeitfahren trat er an und belegte beim Sieg von Niels Fredborg den 6. Platz.
Bei Olympia 1976 startete er erneut im 1000-Meter-Zeitfahren und belegte beim Sieg von Klaus-Jürgen Grünke den 14. Platz. Auch im Sprint war er am Start. Mehrfach gewann er die bulgarische Meisterschaft im Zeitfahren und im Sprint.